# 越城桥
越城桥是位于江苏省苏州市石湖北侧的一座单孔石拱桥，西接行春桥，东侧为越城遗址。越城桥始建于南宋，1982年列为第二批苏州市文物保护单位。

## 历史
越城桥始建年代不详，后被废，范成大《吴郡志》记载南宋淳熙年间重建。元、明、清多次重修，现桥为清同治八年（1869年）重建，1992年重修。:94
越城桥名由来可至春秋时期，越国攻打吴国，越军在越城桥处挖渠，并在其东造越城，以围攻吴城。后吴灭，越城得以保留，越城桥即以此为名。:94

## 桥形
越城桥长33.2米，宽3.6米，高4.8米，单孔跨9.5米。桥体采用花岗石构筑，长系石两端雕刻有神兽纹。两侧分别有22和24级。桥两侧明柱均刻有对联。